# Brachygalea cauquenensis
Brachygalea cauquenensis là một loài bướm đêm trong họ Noctuidae.